# Telchinia bergeri
Telchinia bergeri is een vlinder uit de familie van de Nymphalidae. De wetenschappelijke naam van de soort is voor het eerst gepubliceerd in 1915 door Max Gaede.
De soort komt voor in Oeganda. Verder is weinig over deze soort bekend.